# Vanclans
Vanclans foi uma comuna francesa na região administrativa de Borgonha-Franco-Condado, no departamento de Doubs. Estendia-se por uma área de 9,6 km². Em 2010 a comuna tinha 207 habitantes (densidade: 21,6 hab./km²).
Em 1 de janeiro de 2016, passou a fazer parte da nova comuna de Les Premiers-Sapins.